# Ryszard Oborski
Ryszard Józef Oborski (Poznań, 2 de mayo de 1952) es un deportista polaco que compitió en piragüismo en la modalidad de aguas tranquilas.
Ganó diez medallas en el Campeonato Mundial de Piragüismo entre los años 1974 y 1983. Participó en dos Juegos Olímpicos de Verano en los años 1976 y 1980, su mejor actuación fue un cuarto puesto logrado en Moscú 1980 en la prueba de K4 1000 m.

## Palmarés internacional
| Campeonato Mundial | Campeonato Mundial        | Campeonato Mundial | Campeonato Mundial |
| Año                | Lugar                     | Medalla            | Competición        |
| ------------------ | ------------------------- | ------------------ | ------------------ |
| 1974               | Ciudad de México (México) | Medalla de bronce  | K1 4 × 500 m       |
| 1974               | Ciudad de México (México) | Medalla de oro     | K2 500 m           |
| 1974               | Ciudad de México (México) | Medalla de bronce  | K4 10 000 m        |
| 1977               | Sofía (Bulgaria)          | Medalla de oro     | K4 500 m           |
| 1977               | Sofía (Bulgaria)          | Medalla de oro     | K4 1000 m          |
| 1978               | Belgrado (Yugoslavia)     | Medalla de bronce  | K4 500 m           |
| 1979               | Duisburgo (RFA)           | Medalla de bronce  | K4 500 m           |
| 1979               | Duisburgo (RFA)           | Medalla de plata   | K4 1000 m          |
| 1981               | Nottingham (Reino Unido)  | Medalla de plata   | K4 10 000 m        |
| 1983               | Tampere (Finlandia)       | Medalla de bronce  | K4 10 000 m        |